# Fire OS

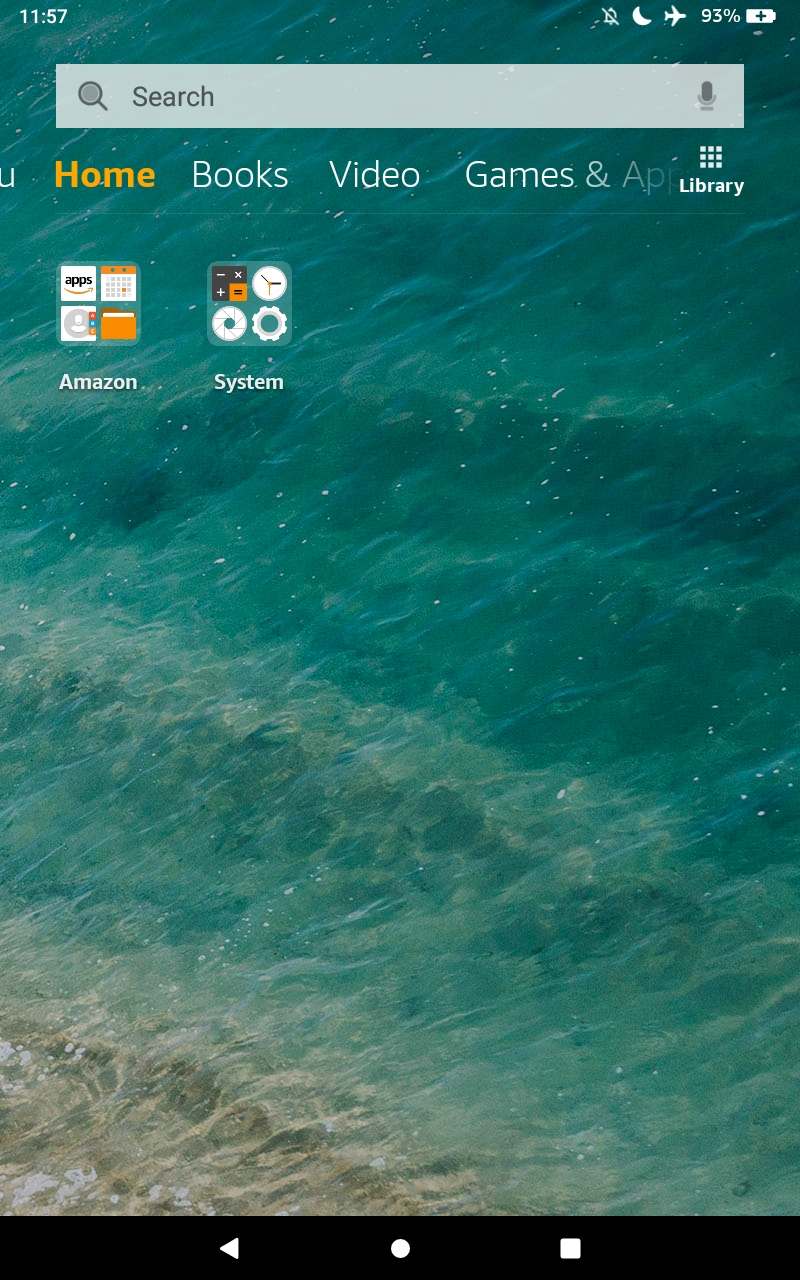
Pantalla de inicio de FireOS para tabletas Fire

Amazon FireOS es un sistema operativo móvil basado en Android y creado por Amazon para sus tabletas Fire, altavoces inteligentes Echo y dispositivos Fire TV. Se bifurca del sistema operativo Android de código abierto e incluye software propietario, una interfaz de usuario personalizada centrada principalmente en el consumo de contenido y fuertes vínculos con el contenido disponible en las tiendas y servicios de Amazon.
Si bien la línea de tabletas Fire siempre ha utilizado distribuciones personalizadas de Android, Amazon solo comenzó a referirse a la distribución como FireOS a partir de su tercera iteración de tabletas Fire. A diferencia de los modelos Fire anteriores, cuyo sistema operativo aparece como "basado en" Android, el sistema operativo "FireOS 3.0" aparece como "compatible" con Android.
- Datos: Q15089879